# Huang Fan
Huang Fan (Chinees: 黃凡) is het pseudoniem van Huang Hsiao-Chung (黃孝忠), een schrijver uit Taiwan. Hij is geboren op 17 maart 1950 op het eiland Taiwan. Hij schrijft vooral urbane en experimentele fictie. Ook zijn zijn werken in Taiwan uitgegeven in collecties onder de noemer postmodern.

## Werken
- Hoe meet je de breedte van de goot
- Roman experiment

- Bibliothèque nationale de France: cb12275070m (data)
- Gemeinsame Normdatei: 129889326
- International Standard Name Identifier: 0000 0000 8147 6481
- Library of Congress Control Number: n81051168
- Nationale Bibliotheek van Tsjechië: jx20061102002
- Nationale Bibliotheek van Israël: 987007458944205171
- Nederlandse Thesaurus van Auteursnamen: 152793984
- Système universitaire de documentation: 031558593
- Trove: 1439736
- Virtual International Authority File: 67558116
- WorldCat: E39PBJdrGGHxxGkyq6JfB94Xh3